# Ronnie Mauge
Ronnie Mauge, właśc. Ronald Carlton Mauge (ur. 10 marca 1969 w Londynie) – trynidadzko-tobagijski piłkarz występujący na pozycji pomocnika.
W reprezentacji Trynidadu i Tobago zadebiutował 8 stycznia 2000 w zremisowanym 0:0 towarzyskim meczu z Kanadą, a 24 marca 2001 w wygranym 3:1 towarzyskim pojedynku z Gwatemalą strzelił swojego jedynego gola w kadrze. W 2000 został powołany do zespołu na Złoty Puchar CONCACAF i zagrał na nim w pojedynku z Meksykiem, a reprezentacja Trynidadu i Tobago zakończyła turniej na półfinale. W latach 2000–2001 w drużynie narodowej rozegrał 8 spotkań.

## Statystyki ligowe
| Rozgrywki      | Kraj   | Poziom | Kluby                                         | Mecze | Gole |
| -------------- | ------ | ------ | --------------------------------------------- | ----- | ---- |
| Division Two   | Anglia | III    | Fulham, Bury, Plymouth Argyle, Bristol Rovers | 205   | 12   |
| Division Three | Anglia | IV     | Bury, Plymouth Argyle, Bristol Rovers         | 141   | 14   |